# Нуклеарна електрана у Бушеру
Нуклеарна електрана у Бушеру је прва централа те врсте у Ирану, удаљена 17 километара јуфоисточно од Бушера, између рибарских села Халилеје и Бандаргеје дуж Персијског залива. То је прва нуклеарна електрана изграђена на Блиском истоку.
Градњу је почела фирма из Бона, Kraftwerk-Union A.G, дио фирме Сименс, која је по уговору требало да гради два нуклеарна реактора. Уговор који вриједи између четири и шест милијарди долара је потписан 1975. године када је и почела градња. Крафтверк унија се у потпуности повукла из пројекта у јулу 1979. године, са 50% завршеним првим, и 85% завршеним другим реактором. Компанија је примила 2,5 милијарди долара од укупног уговора. До раскида је дошло послије исламске револуције. Иран је накнадно тражио да Сименс заврши градњу, али су они одбили. Убрзо након тога Ирак је напао Иран и нуклеарни програм је заустављен до краја рата. Реактори су оштећени у више ваздушних напада у периоду од фебруара 1985. го 1988. Уговор о завршетку је потписан између иранског и руског министарства за атомску енергију 1995. са руским Атомстројекспортом који је именован за главног извођача радова. Рад је одложен за пар година због техничких и финансијских изазова као и због политичког притиска са Запада. Испорука нуклеарног горива је почела 2007. године. Свечано отварање је одржано 21. августа 2010. године. 
Очекује се да ће предакање трајати седам дана током којих ће 80 тона уранијумског горива бити унијето у постројење гдје се налази реактор.
То је први корак ка покретању постројења, али биће потребно најмање мјесец дана прије него што реактор капацитета 1.000 мегавати почне да производи струју.
Иранске власти демантују да им је намјера да гориво искористе за војне сврхе, наводећи да само желе да произведу струју. Покретању реактора у Бушеру раније су се оштро противиле САД али су у међувремену ублажиле став.